# Corporación Académica Ciencias Básicas Biomédicas
La Corporación Académica Ciencias Básicas Biomédicas  es una unidad académica de la Universidad de Antioquia –UdeA-, fue creada por el Consejo Superior mediante el Acuerdo Superior 097 del 2 de diciembre de 1996 y administra los posgrados (Maestría y el Doctorado) de Ciencias Básicas Biomédicas.

## Reseña histórica
Los programas de posgrado en Ciencias Básicas Biomédicas de la Universidad de Antioquia se originaron en el marco del Programa ICFES‐BID con la Maestría en Inmunología en el año de 1.987. Posteriormente, la experiencia adquirida por los profesores y los deseos de expandir la formación de personas en investigación a más áreas, llevaron a la creación de los programas de Maestría y de Doctorado en Ciencias Básicas Biomédicas en el año de 1.992.
Para el año de 1996, por medio del Acuerdo Superior 097 de diciembre 2, se crea en la Universidad una Unidad Académica para dirigir el desarrollo de ambos programas, articulando las acciones de distintas facultades y dependencias en materia de posgrado en Ciencias Básicas Biomédicas, e integrando todas las áreas académicas y las líneas de investigación existentes: La Corporación Académica Ciencias Básicas Biomédicas.
Nuestra labor fundamental es la coordinación de los profesores, y de los recursos físicos y técnicos, para soportar todos los procesos académicos y administrativos que permiten desarrollar eficientemente los programas de Posgrado en Ciencias Básicas Biomédicas y los programas de extensión derivan de ellos.
Hoy, la calidad académica de los programas ofertados nos ubica como una de las dependencias líderes en procesos de formación superior, hecho que se consolida con la acreditación de alta calidad otorgada por el Ministerio de Educación Nacional en el 2012. Éste reconocimiento nacional junto con los méritos obtenidos, ratifican nuestro compromiso y nos motivan a continuar asumiendo los retos que demandan el cumplimiento de estándares de calidad y la búsqueda permanente de la excelencia.

## Niveles de formación y duración
Programas de posgrado
Los programas de posgrados de la CCBB están dirigidos a profesionales de las áreas de Bacteriología, Biología, Enfermería, Medicina, Medicina Veterinaria, Microbiología, Nutrición y Dietética, Odontología, Zootecnia e Ingenierías, entre otros.
Los estudiantes se forman en contenidos éticos, teóricos y técnicos. Todos los énfasis de formación cuentan con el apoyo de reconocidos grupos de investigación de la Universidad de Antioquia y de Universidades e Instituciones aliadas, de manera que los estudiantes pueden proponer y desarrollar estrategias a través de la integración y/o liderazgo de equipos de investigación.
Doctorado en Ciencias Básicas Biomédicas
Resolución del MEN
El programa de Doctorado en  Ciencias Básicas Biomédicas fue creado por Acuerdo Superior 216 del 27 de julio de 1992.  Registro Calificado concedido mediante Resolución del Ministerio de Educación Nacional Nº 7838 del 7 de septiembre de 2010 (Registro SNIES 677).
El Doctorado en Ciencias Básicas Biomédicas obtuvo la acreditación de alta calidad por un período de 8 años, mediante Resolución 7447 del 5 de junio de 2012 del Ministerio de Educación Nacional (MEN). Con esta acreditación se renueva el registro calificado por un período equivalente al de la acreditación, registrado en resolución 10426 del 30 de agosto de 2012 del MEN.
Notas:
•	El Doctorado en Ciencias Básicas Biomédicas, tendrá una duración de 8 semestres, de 18 semanas cada uno, en caso de aspirantes sin título de Maestría. Para los aspirantes que posean título de Maestría o estudiantes de transición del programa de Maestría en Ciencias Básicas Biomédicas de la Universidad de Antioquia, el plan de estudios tendrá una duración mínima de 6 semestres.
•	El comité tutorial podrá considerar que el estudiante matricule un curso de Biología Molecular y Celular básico y/o avanzado, avalado por la Corporación, en reemplazo del curso 8501-708, siempre y cuando cumpla con las exigencias y números de créditos del curso 8501-708.
•	Los cursos de área serán seleccionados por el comité tutorial según el área del conocimiento en que desarrolle la tesis el estudiante y los cursos ofrecidos por el programa en cada área.
•	El estudiante podrá matricular un curso opcional, recomendado por el comité tutorial, con autorización del consejo directivo. Este curso podrá reemplazar uno de los cursos de área, siempre y cuando cumpla con el número de créditos exigido.
•	El estudiante de doctorado realizará una pasantía internacional por un periodo máximo de 12 meses. Este periodo puede ser ampliado en casos de estudiantes que reciban doble titulación, con aprobación del consejo directivo de la Corporación.
•	Los estudiantes que posean título de Maestría en Ciencias Básicas Biomédicas o estudiantes en transición del programa de Maestría en Ciencias Básicas Biomédicas de la Universidad de Antioquia podrán homologar los cursos de Biología Molecular y Celular y Bioestadística y hasta dos cursos de área, si fueron cursados y aprobados en el programa de Maestría; en este caso, deberá matricular y aprobar dos cursos de área adicionales o los necesarios para completar 4 cursos de área teóricos o teórico prácticos.
•	El curso de Pedagogía, código 8501-667 ofrecido por la CCBB, es un curso opcional, teórico, de 2 créditos, no validable ni habilitable.
•	El estudiante deberá certificar competencia auditiva y comunicativa en una lengua extranjera como requisito para la matrícula del tercer y cuarto semestre del programa, respectivamente.
•	El mínimo total de créditos del programa es de 110.
•	Los estudiantes tendrán una dedicación de tiempo completo. Las actividades se realizarán en jornada diurna y modalidad presencial.
•	Ningún curso es habilitable o validable.
Los requisitos para otorgar el título de Doctor en Ciencias Básicas Biomédicas serán: 
1. Haber aprobado el plan de estudio 
2. Presentar dos publicaciones científicas, una aceptada y una sometida
3. sustentación aprobada. 
Las publicaciones deberán corresponder a artículos originales, producto del trabajo de tesis, como primer autor, en revista internacional indexada.
Duración del programa
4 años
Perfil y criterios de admisión
•	Acreditar título profesional en cualquiera de las diferentes carreras biomédicas
•	Pagar derechos de inscripción y diligenciar el formulario electrónico de inscripción.
•	Presentar la hoja de vida y los documentos de respaldo como títulos, diplomas, actas de grado, certificados de experiencia, monitorias, reimpresos, libros, publicaciones, constancias de exámenes como Michigan, Toefl, etc; según lo establece el Acuerdo Superior 312 del 5 de octubre de 2007. Presentar carta de respaldo del tutor del área respectiva.
Maestría en Ciencias Básicas Biomédicas
Resolución del MEN
El programa de Maestría en Ciencias Básicas Biomédicas fue creado por el Acuerdo Superior 216 del 27 de julio de 1992. Registro Calificado concedido mediante Resolución del Ministerio de Educación Nacional No.3827 del 25 de junio ded 2008 (Registro SNIES 519).
La Maestría en Ciencias Básicas Biomédicas obtuvo la acreditación de alta calidad por un período de 8 años, mediante Resolución 7446 del 5 de junio de 2012 del Ministerio de Educación Nacional (MEN). Con esta acreditación se renueva el registro calificado por un período equivalente al de la acreditación, registrado en resolución 10427 del 30 de agosto de 2012 del MEN.
Por otro lado, mediante resolución 9895 del 22 de agosto de 2012 del MEN le fue modificado el registro calificado para incluir la MODALIDAD EN PROFUNDIZACIÓN. (Consultar plan de estudios y lineamientos para el régimen de transición de modalidad en la parte inferior de esta página).
Finalmente, en el Decreto 1295 se señala que los programas de maestría tienen como propósito ampliar y desarrollar los conocimientos para la solución de problemas disciplinares, interdisciplinarios o profesionales y dotar a la persona de instrumentos básicos que la habilitan como investigador en un área específica de las ciencias o de las tecnologías. 

Notas:
•	El programa tendrá una duración de cuatro (4) semestres, de 18 semanas cada uno.
•	Los estudiantes tendrán una dedicación de tiempo completo. Las actividades se realizarán en jornada diurna y modalidad presencial.
•	El total de créditos mínimos para el programa será de 64.
•	El estudiante podrá matricular cursos opcionales, recomendados por el Comité Tutorial, con autorización del Consejo Directivo.
•	Los cursos opcionales no reemplazarán en ningún caso los cursos de área.
•	Ningún curso del plan de estudios es habilitable, validable o clasificable.
•	El curso de pedagogía 8501-667 de 2 créditos será opcional.
•	Los requisitos para otorgar el título de Magíster en Ciencias Básicas Biomédicas son aprobar el plan de estudios y sustentación aceptada del trabajo de investigación.
•	Este plan de estudios rige para los estudiantes admitidos a partir del semestre 2013-1 ya sean como estudiantes nuevos, por reingreso, cambio de programa o transferenciaen e incluyendo los énfasis señalados anteriormente como vigentes. (Ver líneas de énfasis). Con los estudiantes antiguos se seguirán aplicando las versiones de planes de estudio con las que venían. (consultar las modificaciones a la última versión del plan de estudios de Maestría en CBB en la parte inferior de esta página)
Duración del Programa
4 semestres
Criterios de Admisión
•	Acreditar título profesional en cualquiera de las diferentes carreras biomédicas
•	Pagar derechos de inscripción y diligenciar el formulario electrónico de inscripción
•	Presentar la hoja de vida y los documentos de respaldo como títulos, diplomas, actas de grado, certificados de experiencia, monitorias, reimpresos, libros, publicaciones, etc.
•	Presentar examen de conocimientos generales.
•	Elaborar ensayo sobre el artículo de investigación que se entrega durante el proceso de admisión.
•	Obtener un puntaje igual o superior al 70%.
•	Ingresarán al Programa los aspirantes que hayan obtenido los puntajes más altos en estricto orden descendente. En caso de empate, la selección se hará con base en el derecho de preferencia que beneficia a quien presente su certificado electoral, correspondientes a las elecciones inmediatamente anteriores, conforme lo dispone la Ley 403 de 1997, por la cual se establecen estímulos para los sufragantes. En caso de persistir el empate, se escogerá el aspirante que haya obtenido el mayor puntaje en la presentación y sustentación del ensayo.
•	Presentar constancias de exámenes como Michigan, Toefl o similares, con los que se acredite la competencia lectora en una segunda lengua (según lo establece el Acuerdo Superior 312 del 5 de octubre de 2007).
Perfil
•	El programa pretende formar magísteres con conocimientos teóricos y técnicos que tengan la capacidad de:
•	Incursionar en la carrera investigativa.
•	Integrar grupos interdisciplinarios de investigación.
•	Apoyar el relevo generacional.
•	Analizar y discutir artículos científicos.

## Facultades, Escuelas y Grupos Participantes
Facultades Aliadas 
Escuela de Microbiología
Escuela de Nutrición y Dietética
Facultad de Ciencias Agrarias
Facultad de Ingeniería
Facultad de Medicina
Facultad Nacional de Salud Pública
Facultad de Química Farmacéutica
Instituto de Biología

Para desarrollar los planes de estudio de los programas de formación contamos con el apoyo de diferentes grupos de investigación reconocidos por Colciencias.
Ciencias Médicas y de la Salud
Alimentación y Nutrición Humana
Bacterias y Cáncer
Biología Celular y Molecular CIB
Dermatológica - GRID
Endocrinología y Metabolismo - GEM
PECET - Enfermedades Tropicales
Entomología Médica
Fisiología y Bioquímica - PHYSIS
Gastrohepatología
Genética Médica
Infección y Cáncer
Ingeniería de Tejidos y Terapias Celulares - GITTC
Inmunodeficiencias Primarias - IDP
Inmunovirología
Malaria
Medicina Tropical
Neurociencias de Antioquia
Neuropsicología y Conducta
Ofidismo/Escorpionismo
Parasitología
GRIPE - Problemas en Enfermedades Infecciosas
Reproducción
Salud y Comunidad
Toxicología
Unidad de Bacteriología y Microbacterias
Ciencias Agrícolas
Centauro

Ciencias Naturales
Biotecnología Animal
Estudios Moleculares - GIEM
Genética Molecular - GENMOL
GICIG - Inmunología Celular e Inmunogenética
Inmunomodulación - GIM
Mapeo Genético
Micología Médica y Experimental - MME
Microbiología Molecular
Sistemática Molecular